# اس‌اس آمستردام (۱۸۹۴)
اس‌اس آمستردام (۱۸۹۴) (به انگلیسی: SS Amsterdam (1894)) یک کشتی بود که طول آن ۳۰۲٫۴ فوت (۹۲٫۲ متر) بود. این کشتی  در سال ۱۸۹۴ ساخته شد.